# Eupelte gracilis
Eupelte gracilis är en kräftdjursart som beskrevs av Claus 1860. Eupelte gracilis ingår i släktet Eupelte och familjen Peltidiidae. Inga underarter finns listade i Catalogue of Life.